# US Mondorf-les-Bains
El US Mondorf-les-Bains es un equipo de fútbol de Luxemburgo que milita en la División Nacional de Luxemburgo, la liga de fútbol más importante del país.

## Historia
Fue fundado en el año 1915 en la ciudad de Mondorf-les-Bains, pero en el periodo de la ocupación alemana se pasaron a llamar SV Mondorf en 1940.
Entre 1966 y 1970 jugaron en la Division Nationale, la liga de fútbol más importante de Luxemburgo, pero luego de eso, han jugado principalmente en las ligas amateur del país, hasta que en el 2010 ascendieron a la Éirepromotioun.

## Palmarés
- 1. Division de Luxemburgo: 1

2009/10